# Kuß der Spinnenfrau
Kuß der Spinnenfrau (alternativ: Der Kuss der Spinnenfrau; Originaltitel: Kiss of the Spider Woman, O Beijo da Mulher Aranha) ist ein US-amerikanisch-brasilianisches Filmdrama von Héctor Babenco aus dem Jahr 1985. Leonard Schrader schrieb das Drehbuch anhand des Romans Der Kuss der Spinnenfrau von Manuel Puig aus dem Jahr 1976.

## Handlung
Der politische Gefangene Valentin Arregui und der homosexuelle, des Kindesmissbrauchs beschuldigte Luis Molina teilen in den 1970er Jahren eine Zelle in einem Gefängnis in Brasilien (im Gegensatz zur Buchvorlage, in der sich das Gefängnis in Argentinien befindet). Molina erzählt seinem Zellengenossen die Handlung alter Filme, vor allem eines deutschen Propagandafilms aus der Nazi-Zeit, in dem Leni Lamaison und ein Offizier auftreten. Arregui erzählt über Marta, in die er einst stark verliebt war, und über seine Aktivitäten als Revolutionär.
Molina hat mit der Geheimpolizei eine Abmachung, nach der er Arregui ausspionieren soll. Er verliebt sich jedoch in Arregui und bewahrt Stillschweigen. Als Arregui im Gefängnis durch bewusst vergiftetes Essen krank wird, kümmert sich Molina um ihn. Arregui bedankt sich schließlich mit einer gemeinsamen, letzten Nacht vor Molinas Entlassung aus dem Gefängnis.
Nach seiner Entlassung kontaktiert Molina die revolutionären Freunde von Arregui und stirbt, als sie in eine Falle der Sicherheitskräfte geraten. Die Geheimpolizisten werfen seine Leiche auf ein von Abfall übersätes Grundstück. Währenddessen wird Arregui gefoltert und anschließend ins Gefängniskrankenhaus gebracht. Ein mitleidiger Arzt gibt ihm eine Morphiumspritze gegen die Schmerzen, und er versinkt in einen Traum, in dem Marta zu ihm kommt, ihn an die Hand nimmt und aus dem Gefängnis holt. Die beiden steigen am Strand in ein Boot und rudern gemeinsam aufs Meer hinaus.

## Kritiken
Roger Ebert schrieb in der Chicago Sun-Times vom 9. August 1985, der Film erzähle eine der seltenen Geschichten, in der eine Sache zu passieren scheine und eine andere wirklich passiere. Der Film beginne mit einer Auseinandersetzung von zwei verschiedenen Persönlichkeiten und entwickle sich zu einer Wahl zwischen den Lebenseinstellungen. Die Wahl ist jedoch nicht sexueller Natur, sondern jene zwischen Freiheit und Sklaverei. Die Darstellungen seien „wundervoll“.
Bob Graham beschrieb den Film in der San Francisco Chronicle vom 27. Juli 2001 anlässlich dessen erneuten Kinovorführungen als eine „schwule Version von Casablanca“. Der Film habe im Jahr 1985 für Aufregung gesorgt, vor allem wegen seiner politischen Aussagen. Er könne gegenwärtig als ein „gutes Melodrama“ angesehen werden. Einige der von William Hurt gesprochenen Dialogzeilen würden klischeehaft einem einfachen Mann entsprechen, doch der von Hurt gespielte Charakter sei auch keine komplexe Persönlichkeit. Ebenfalls die politischen Aussagen von Arregui seien klischeehaft, doch der Charakter von Arregui könne einfach so sein, denn das entspräche ihm.

## Auszeichnungen
William Hurt gewann im Jahr 1986 als Bester Hauptdarsteller den Oscar. David Weisman für den Besten Film, Héctor Babenco für die Beste Regie und Leonard Schrader für das Beste adaptierte Drehbuch wurden für den Oscar nominiert. Der Film als Bestes Drama, William Hurt, Raúl Juliá und Sonia Braga wurden 1986 für den Golden Globe Award nominiert. William Hurt gewann 1986 den BAFTA Award.
William Hurt gewann im Jahr 1985 einen Preis der Internationalen Filmfestspiele von Cannes, Héctor Babenco wurde für die Goldene Palme nominiert. William Hurt gewann 1985 den Los Angeles Film Critics Association Award, 1986 den David di Donatello und 1987 den London Critics Circle Film Award. Der Film gewann im Jahr 1985 den Golden Space Needle Award des Seattle International Film Festivals und im Jahr 1986 den Independent Spirit Award in einer Sonderkategorie. Héctor Babenco gewann 1985 einen Sonderpreis des Tokyo International Film Festivals.

## Hintergrund
Der Film wurde in São Paulo gedreht. Er spielte in den Kinos der USA etwa 4,95 Millionen US-Dollar ein. In Deutschland zählte man über 365.000 Kinozuschauer.